# Episiphon filum
Episiphon filum är en blötdjursart som först beskrevs av Sowerby 1860.  Episiphon filum ingår i släktet Episiphon och familjen Gadilinidae. Inga underarter finns listade i Catalogue of Life.